# Forcipomyia eques
Forcipomyia eques ist eine Mücke aus der Familie der Gnitzen (Ceratopogonidae).

## Merkmale
Die Mücken haben eine Körperlänge von 0,8 bis 1,2 Millimetern. Mesonotum und Schildchen (Scutellum) sind dunkel, die Beine sind hellbraun. Ihre Tarsen sind an der Basis stark erweitert und haben ein Empodium zwischen den Krallen. Die Schienen (Tibien) der Hinterbeine tragen einen Sporn. Die Flügel sind dicht mit Makrotrichien behaart, die Mikrotrichien sind winzig. Die Fühler der Männchen haben 15 Glieder.

## Lebensweise und Verbreitung
Die Tiere kommen in Nord- und Mitteleuropa und in Nordamerika vor. Die Weibchen ernähren sich durch Saugen von Hämolymphe an Netzflüglern (Neuroptera).

## Belege